# Клинический архив гениальности и одарённости
«Клинический архив гениальности и одарённости» — сборник работ, издававшийся с 1925 по 1930 год в Свердловске (сейчас Екатеринбург) под редакцией Григория Владимировича Сегалина.

## История
В сборнике публиковались работы психологов и психиатров, которые общались с лицами, создававшими произведения литературы и искусства.
Сборник работ выходил в виде журнала. Журнал начал издаваться в 1925 году в Свердловске. Полное название журнала — «Клинический архив гениальности и одаренности (эвропатологии), посвящённый вопросам патологии гениально-одаренной личности, а также вопросам одарённого творчества, так или иначе связанного с психопатологическими уклонами».
В Москве отдельные экземпляры трудов имеются в Центральной медицинской библиотеке и в Научной библиотеке имени Горького. Представляют не только историческую ценность, но и материал, который до конца не осмыслен.
Издатели журнала, разделяя взгляды Ломброзо, пытались выявить связь таланта с душевными расстройствами. В 1930 году журнал был закрыт одновременно с закрытием Русского евгенического общества и его журнала.

## Список работ, опубликованных в сборниках
Работы, опубликованные в «Клиническом архиве гениальности и одарённости (эвропатологии)» выходили в виде специального журнала (вестника). Публиковались работы ежегодно с 1925 по 1930 год. Каждый год осуществлялось 4 выпуска (исключение составляют 1929—1930 годы — за 2 года вышло только 4 выпуска, причём выпуски 3 и 4 были объединены). Ниже представлены основные работы, опубликованные за период выхода журнала. Многие из этих работ используются в клинической психологии и психиатрии и в настоящий момент.

### Том 1
Выпущен в 1925 году.
- Выпуск 1 (см. полный текст на сайте [[Научный центр психического здоровья|ФГБНУ НЦПЗ]]. Архивировано 26 мая 2012 года.):
  - Отдел общей эвропатологии.
    1. Г. В. Сегалин. «О задачах эвропатологии, как отдельной отрасли психопаталогии», с. 7—23;
    2. Г. В. Сегалин. «Патогенез и биогенез великих людей», с. 24—90.

  - Отдел патографический.
    1. Г. В. Сегалин. «К патографии Льва Толстого», с. I—XXIII.
- Выпуск 2 (см. полный текст на сайте [[Научный центр психического здоровья|ФГБНУ НЦПЗ]]. Архивировано 26 мая 2012 года.):
  - Отдел общей эвропатологии.
    1. Г. В. Сегалин. «О гипостатической реакции гениальной одаренности», с. 93—110;
    2. К. А. Скворцов. «Симптом „иллюзия уже виденного“ в творческих процессах», с. 111—151.

  - Отдел патографический.
    1. Я. В. Минц. «К патографии А. С. Пушкина», с. 29—46;
    2. И. Б. Галант. «Делирий Максима Горького (о душевной болезни, которой страдал М.Горький в 1889—1890 гг.)», с. 47—55;
    3. М. И. Цубина. «М.Врубель с психопатологической точки зрения», с. 56—65.
    4. Эвропатологические заметки, стр. 66.
- Выпуск 3:
  - Отдел общей эвропатологии.
    1. Г. В. Сегалин. «Психическая структура эврореактивных типов», с. 153—167;
    2. Г. В. Сегалин. «Механизм выявления эвроактивности у гениально одаренных людей», с. 169—181.

  - Отдел патографический.
    1. Н. А. Юрман. «Скрябин, опыт патографии», с. 67;
    2. И. Б. Галант. «О суицидомании Максима Горького», с. 93;
    3. И. Б. Галант. «К психопаталогии сновидной жизни Максима Горького», с. 111.
- Выпуск 4:
  - Отдел общей эвропатологии.
    1. Г. В. Сегалин. «Психо-эвротическая пропорция гениальной одаренности», с. 183;
    2. Г. В. Сегалин. «Сдвиги психоэвротической пропорции гениальной одаренности», с. 198;
    3. Б. К. Гиндце. «К вопросу о соматическом исследовании лиц выдающихся психических способностей», с. 214.

  - Отдел патографический.
    1. И. Б. Галант. «Генеалогия Максима Горького», с. 115;
    2. И. Б. Галант. «Пориомания (мания бродяжничества) М.Горького», с. 137.

### Том 2
Выпущен в 1926 году.
- Выпуск 1:
  - Общая эвропатология.
    1. Г. В. Сегалин. «Общая симптоматология эвроактивных (творческих) приступов», с. 3—78.
- Выпуск 2:
  - Общая эвропатология.
    1. Г. В. Сегалин. «К патологии детского возраста великих и знаменитых людей», с. 83;
    2. И. Б. Галант. «Эвропатология и эндокринология», с. 95;
    3. А. А. Капустин. «О мозге ученых в связи с проблемой взаимоотношения между величиной мозга и одаренностью», с. 107;
    4. И. Б. Галант. «О душевной болезни С.Есенина», с. 115;
    5. И. А. Юрман. «К патографии Скрябина», с. 133.
- Выпуск 3:
  - Общая эвропатология.
    1. Г. В. Сегалин. «Эвропатология гениальных эпилептиков. Форма и характер эпилепсии у великих людей», с. 143;
    2. Соловьева. «Лермонтов с точки зрения учения Кречмера», с. 189;
    3. И. Б. Галант. «К суицидомании Максима Горького», с. 207;
    4. И. Б. Галант. «Pseudologia phantastica у Максима Горького», с. 211—217.
- Выпуск 4:
  1. Г. В. Сегалин. «Музыкальная одаренность и базедовизм», с.221—224;
  2. И. Б. Галант. «Эвроэндокринология», с. 225—261;
  3. Г. В. Сегалин. «Шизофреническая психика Гоголя», с. 263—305.

### Том 3
Выпущен в 1927 году.
- Выпуск 1
  1. Г. В. Сегалин. «Частная эвропатология аффектэпилептического типа гениальности. Психическая структура аффектэпилептического типа гениальности», с. 2;
  2. И. Б. Галант. «Эндокринология великих русских писателей:
    - Лермонтов — с. 19;
    - Пушкин — с. 39;
    - Гоголь — с. 56»;

  3. Н. А. Юрман. «К патографии Сергея Есенина», с. 82;
  4. Рецензии, с. 95.
- Выпуск 2:
  1. Г. В. Сегалин. «Симптоматология творческих приступов у гениальных эпилептиков.», с. 101;

  -     1. W. Riese. «Болезнь Винцента Ван-Гога», с. 137;

  1. И. Б. Галант. «Психопатологический образ Леонида Андреева», с. 147;
  2. Б. Я. Вольфсон. «О нервнопсихической болезни Тургенева (перед смертью)», с. 167;
  3. Рецензии и рефераты, с. 175.
- Выпуск 3:
  1. В. И. Руднев. «Тургенев и Чехов в изображении галлюцинаций», с. 181;
  2. И. Б. Галант. «Эвроэндокринология великих русских писателей:
    - Достоевский — с. 203;
    - Некрасов — с. 218;
    - Леонид Андреев − с. 223;
    - Крылов — с. 239»;

  3. Я. В. Минц. «Иисус Христос — как тип душевнобольного», с. 243.
- Выпуск 4:
  1. Г. В. Сегалин. «Эвропатология музыкальноодаренного человека», с. 257—335.

### Том 4
Выпущен в 1928 году.
- Выпуск 1:
  1. Г. В. Сегалин. «Эвропатология научного творчества Роберта Майера и открытие им законов сохранения энергии», с. 3—32;
  2. В. С. Гриневич. «Искусство современной эпохи в свете психопатологии», с. 34;
  3. А. Форель. «Эвропатология и евгеника» (A.Forel, «Еuropatologie und Eugenik»), с. 51;
  4. Б. Я. Вольфсон. «„Пантеон мозга“ Бехтерева и „Институт гениального творчества Сегалина“ (историческая справка)», с. 52;
  5. Н. А. Юрман. «Болезнь Достоевского», с. 61.
- Выпуск 2:
  1. И. Б. Галант. «Психозы в творчестве Максима Горького», с. 5—112.
- Выпуск 3:
  1. Г. В. Сегалин. «К патогенезу ленинградских ученых и деятелей искусств», с. 3;
  2. В. И. Руднев. «Психологический анализ „Призраков“ Тургенева», с. 23;
  3. Г. В. Сегалин. «Кривая одаренности по Гальтону и эвропатология», с. 35;
  4. Я. В. Минц. «Александр Блок. Патографический очерк», с. 45;
  5. Г. И. Плессо. «Депрессия Тургенева в свете психоанализа», с. 55;
  6. И. Б. Галант. «Август Форель (к 80-летнему юбилею)», с. 67;
  7. Г. В. Сегалин. «Август Форель как эвропатолог», с. 76;
  8. Некролог: «Д-р В. С. Гриневич», с. 79.
- Выпуск 4:
  1. В. Ланге (W. Lange). Проблема «гениальности и помешательства», с. 3;
  2. Г. И. Пслессо. «К вопросу о патогенезе личности Тургенева. Мать Тургенева», с. 54;
  3. М. Л. Храповицкая. «Материалы к патогенезу личности Глеба Успенского», с. 69.

### Том 5
Выпущен в 1929—1930 годах.
- Выпуск 1:
  1. М. П. Кутанин. «Бред и творчество», с. 3;
  2. W. Riese. «Значение болезненного фактора в творчестве Ван-Гога», с. 37;
  3. М. В. Кутанин. «Гений, слава и безумие», с. 45;
  4. М. И. Цубина. «Шизофрения и одаренность», с. 63;
  5. В. И. Руднев. «„Записки сумасшедшего“ Льва Толстого», с. 69;
  6. Г. В. Сегалин. «„Записки сумасшедшего“ Льва Толстого как патографический документ», с. 73.
- Выпуск 2:
  1. Г. В. Сегалин. «Изобретатели как творческие невротики (эвроневротики)», с. 5—73.
- Выпуск 3-4:
  1. Г. В. Сегалин. «Эвропатология личности и творчества Льва Толстого», с. 5—159.